# Moskva-City

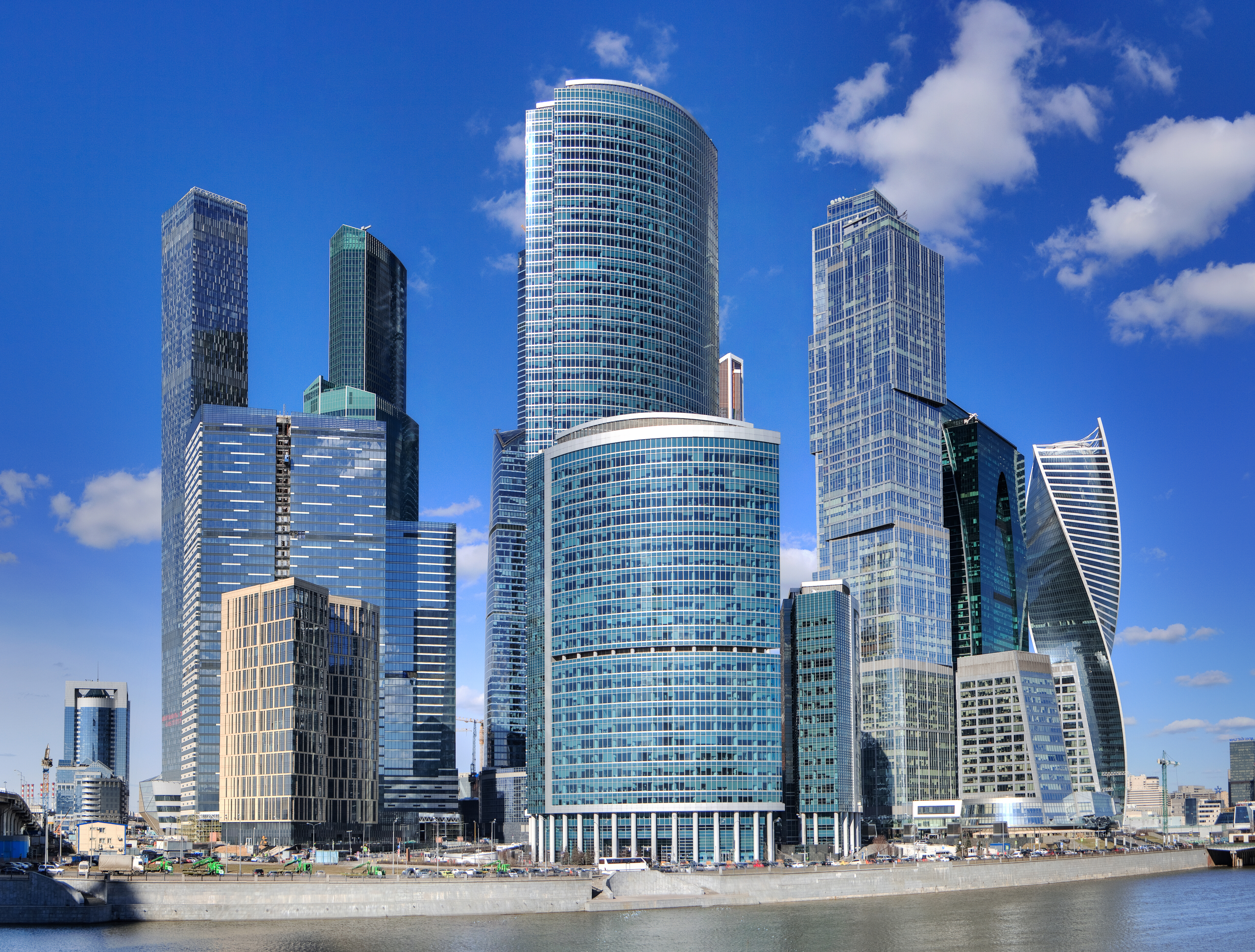
Moskva-City, v popředí Bašňa na Naberežnoj

Plánek

Moskva-City (rusky Москва-Сити, anglicky Moscow-City, někdy také dlouze rusky Московский международный деловой центр – Moskovskij měždunarodnyj dělovoj centr) je projektovaná a částečně již rozestavěná obchodní čtvrť v Moskvě.
„Město ve městě“, jak je Moskva-City nazýváno, se nachází v Presněnském okruhu, v západní části metropole na břehu řeky Moskvy. Má to být první místo v Rusku a ve východní Evropě, které bude plnit účel obchodní, obytné i zábavní čtvrti. Současný projekt odsouhlasilo městské zastupitelstvo roku 1992.
Výstavba celého komplexu probíhá na Krasnopresněnském nábřeží, staveniště má rozlohu okolo 100 hektarů. Je to jediné místo v centru Moskvy, kde může vzniknout něco takto velkého, moderní mrakodrapy zde nahradily staré továrny. Věž Federace je druhá nejvyšší budova Evropy.

## Objekty
Součástí celé čtvrti Moskva-City jsou následující budovy či komplexy:
| Číslo na mapě | Název                       | Výstavba začala | Výstavba dokončena | Počet budov v komplexu | Výška střechy v m | Maximální výška v m | Patra | Podlahová plocha v m² |
| ------------- | --------------------------- | --------------- | ------------------ | ---------------------- | ----------------- | ------------------- | ----- | --------------------- |
| 0             | Tower 2000 a Most Bagration | 1996            | 2001               | 1                      | 104               | 104                 | 34    | 61 057                |
| 1             | One Tower                   | 2019            | 2024 (plánováno)   | 1                      | 442               | 442                 | 110   | 281 608               |
| 2-3           | Věž Evoluce                 | 2011            | 2014               | 1                      | 246               | 246                 | 55    | 169 000               |
| 4             | Imperia Tower               | 2006            | 2018               | 2                      | 239               | 239                 | 59    | 287 723               |
| 5             | Expocentre                  | 1977            | 1978               | 8                      | 15                | 15                  | 10    | 165 000               |
| 6-8           | Central Core                | 2005            | 2021               | 1                      | 50                | 50                  | 8     | 450 000               |
| 9             | City of Capitals            | 2005            | 2009               | 3                      | 302               | 302                 | 76    | 288 680               |
| 10            | Bašňa na Naberežnoj         | 2003            | 2007               | 3                      | 268               | 268                 | 59    | 254 000               |
| 11            | IQ-kvartal                  | 2008            | 2017               | 3                      | 169               | 169                 | 42    | 228 000               |
| 12            | Eurasia                     | 2007            | 2015               | 1                      | 309               | 309                 | 70    | 207 542               |
| 13            | Věž Federace                | 2003            | 2017               | 2                      | 374               | 374                 | 101   | 439 154               |
| 14            | Mercury City Tower          | 2009            | 2013               | 1                      | 339               | 339                 | 75    | 158 528               |
| 15            | Moscow Towers               | 2013            | 2022 (plánováno)   | 1                      | 283               | 283                 | 62    | 400 000               |
| 16            | OKO                         | 2011            | 2015               | 3                      | 354               | 354                 | 85    | 249 000               |
| 17-18         | Něvské věže                 | 2013            | 2020               | 2                      | 345               | 345                 | 79    | 357 000               |
| 19            | Severní věž                 | 2005            | 2007               | 1                      | 108               | 132                 | 27    | 135 000               |
| 20            | Multifunkční centrum        | –               | –                  | 1                      | –                 | –                   | –     | 179 600               |
| 21            | Capital City (Moskva-City)  | –               | –                  | 2                      | –                 | –                   | –     | 249 073               |
| 22            | není známo                  | –               | –                  | –                      | –                 | –                   | –     | –                     |
| 23            | není známo                  | –               | –                  | –                      | –                 | –                   | –     | –                     |
| 24            | není známo                  | –               | –                  | –                      | –                 | –                   | –     | –                     |
| 25            | není známo                  | –               | –                  | –                      | –                 | –                   | –     | –                     |
| 29-30         | není známo                  | –               | –                  | –                      | –                 | –                   | –     | –                     |
| 31            | není známo                  | –               | –                  | –                      | –                 | –                   | –     | –                     |

## Doprava
Do čtvrti vede přes řeku Moskvu most pro pěší Bagration s komerčními pasážemi. Celá čtvrť je napojená na síť moskveského metra Filjovskou linkou, a to stanicemi Dělovoj centr a Vystavočnaja nacházejícími se v budově Central Core a stanicí Meždunarodnaja. Poblíž čtvrti se nachází také stanice napojující lokalitu na moskevský centrální železniční okruh.

## Galerie

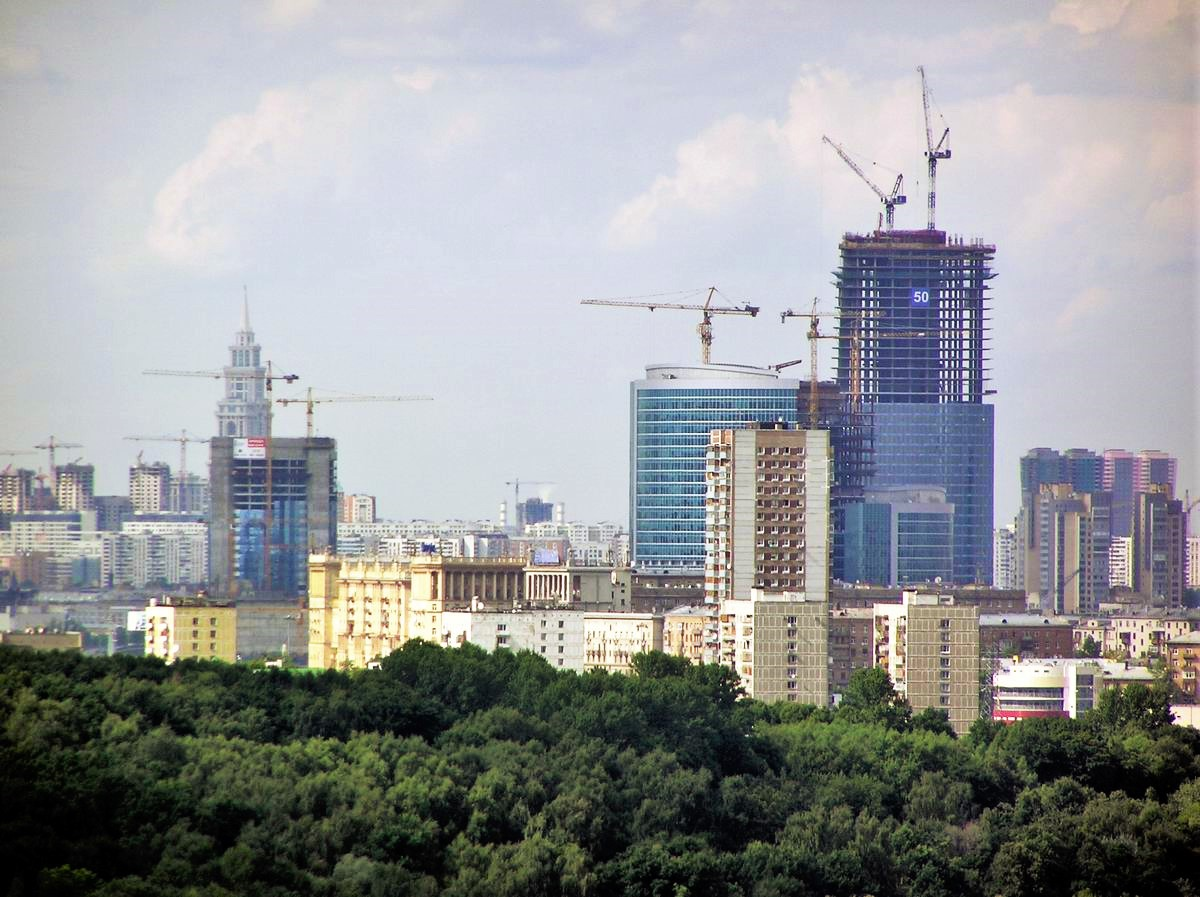
09.2006
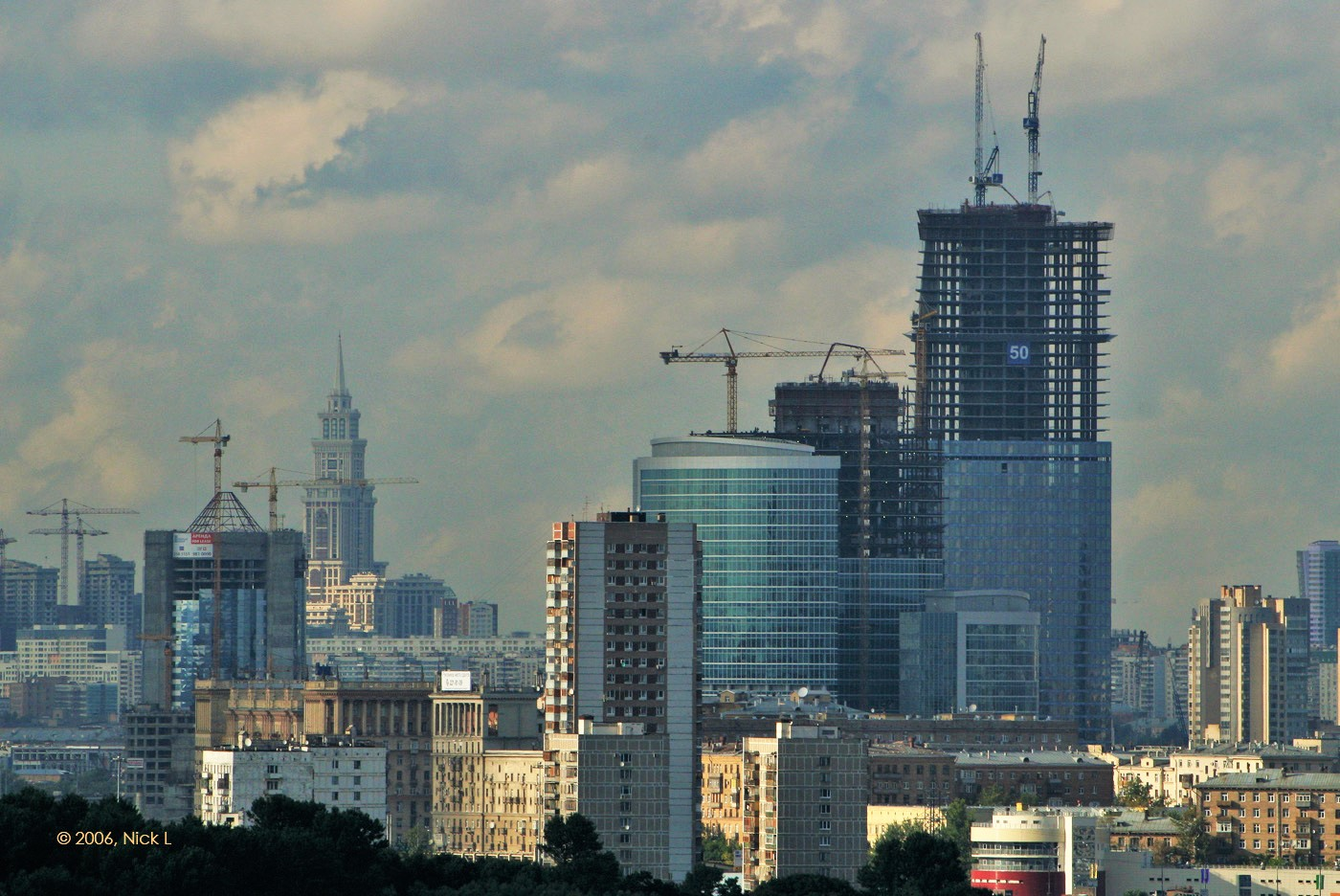
05.09.2006
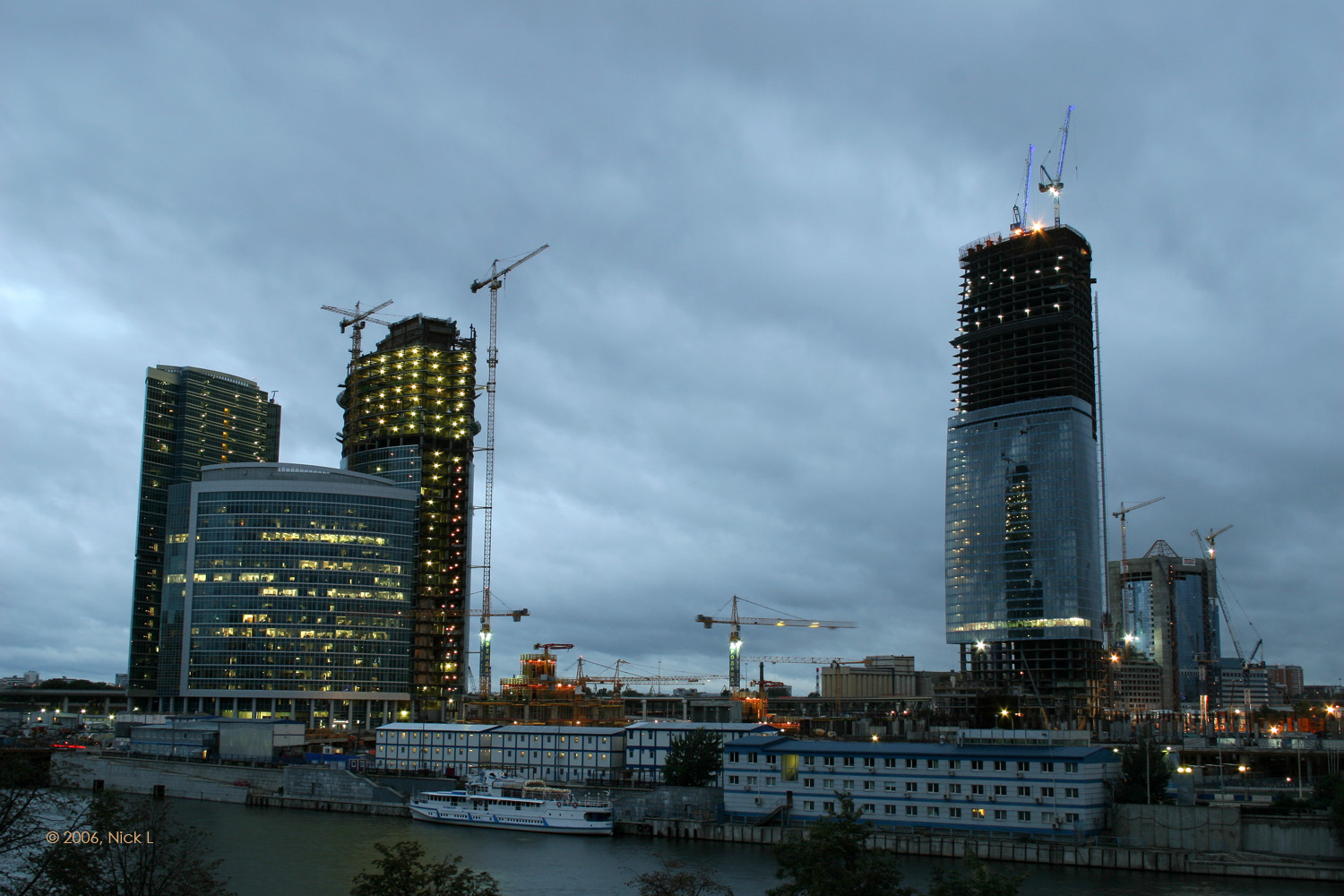
11.09.2006
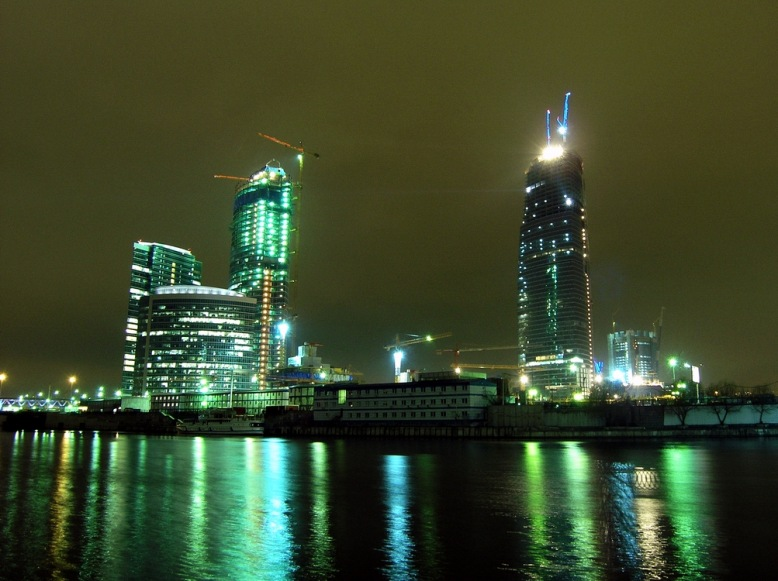
12.11.2006
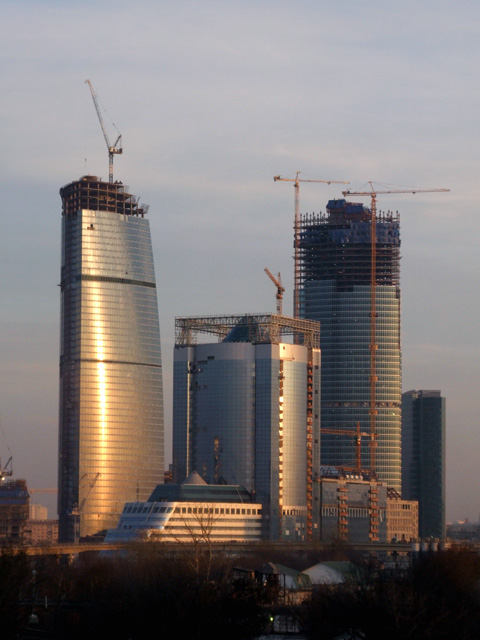
15 03.2007
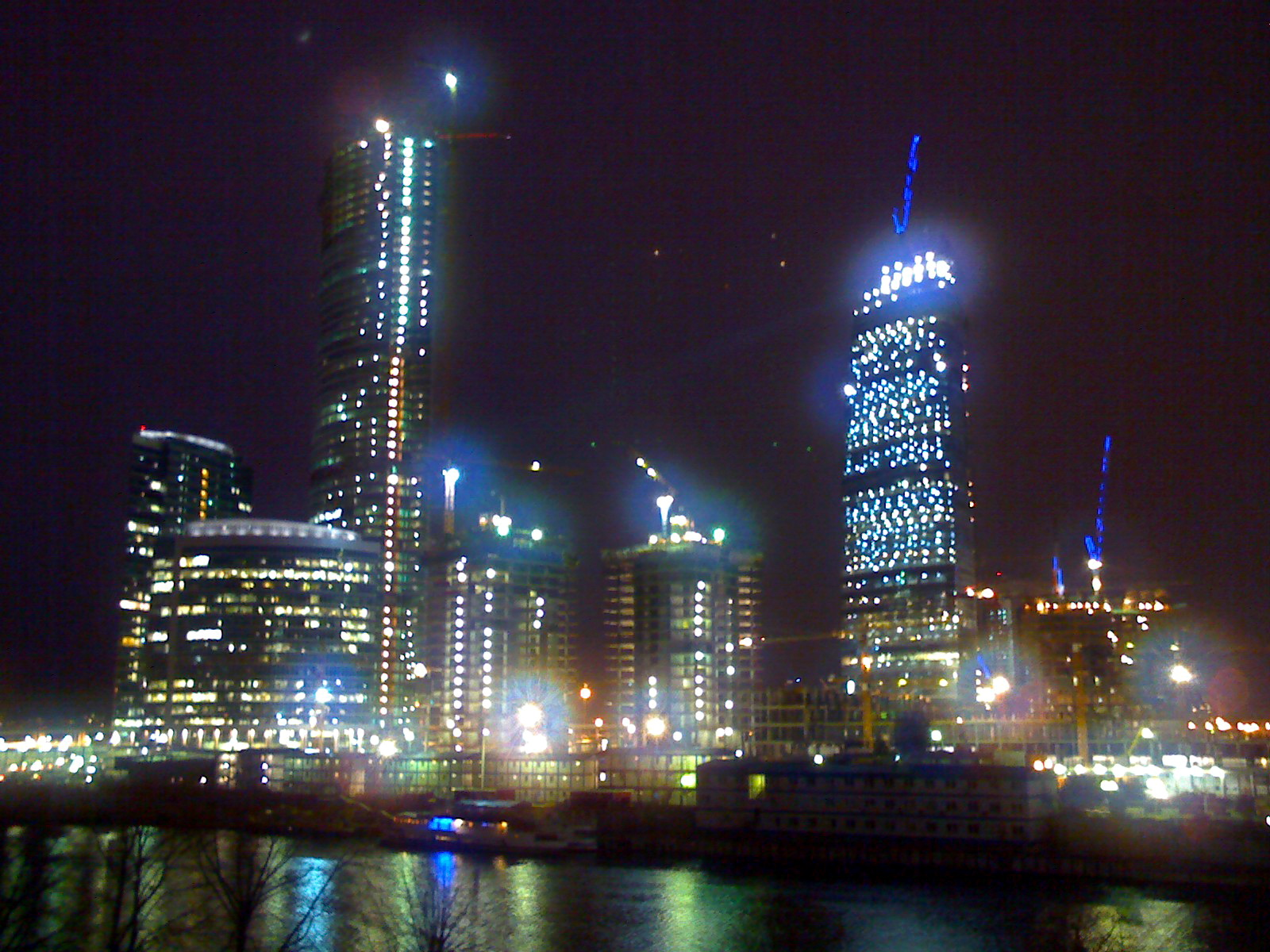
20.04.2007
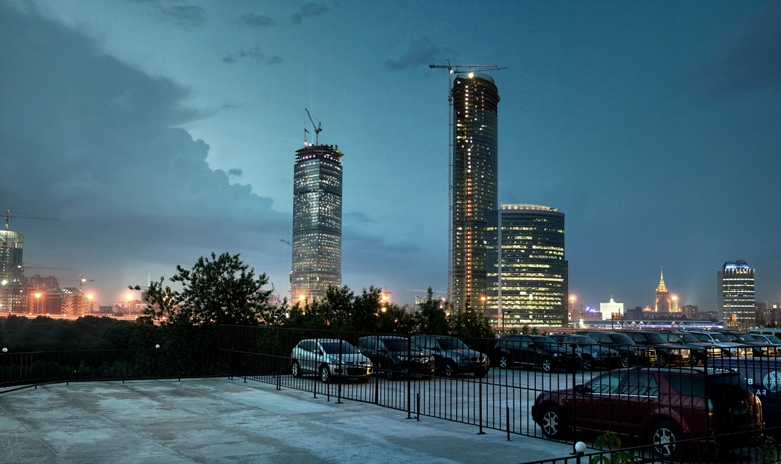
05.2007
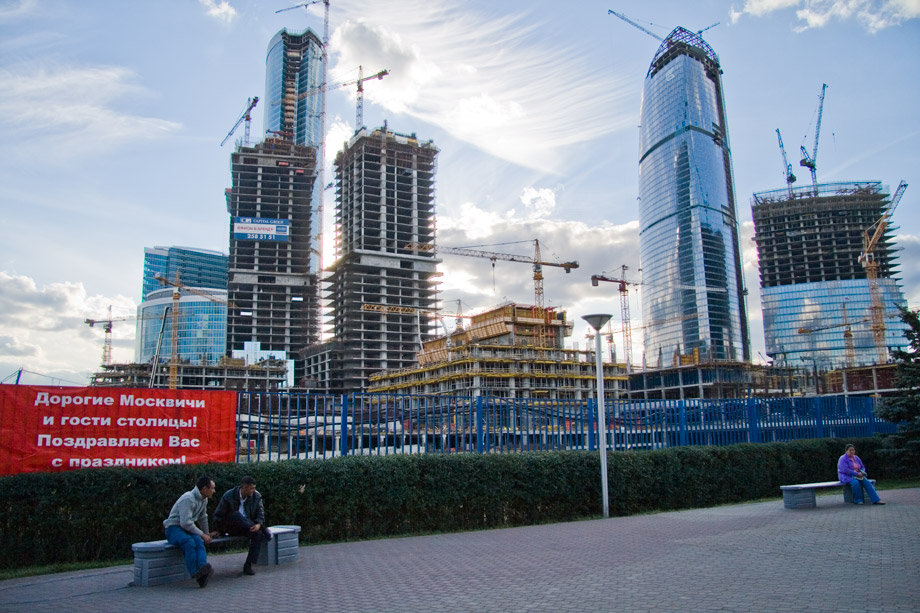
02.09.2007
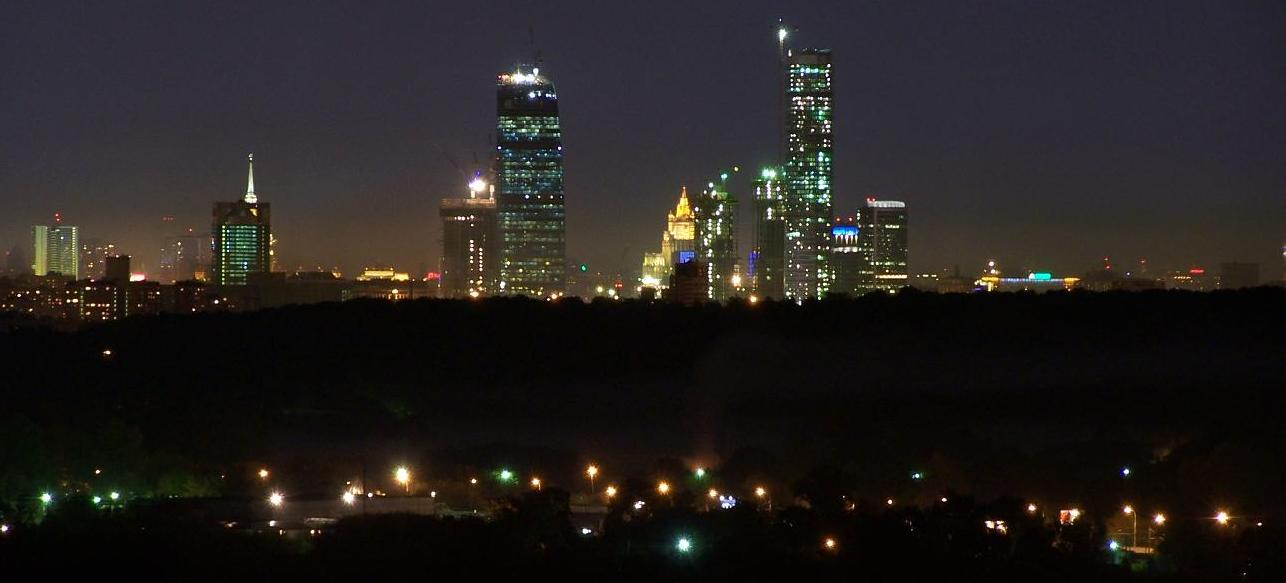
23.09.2007
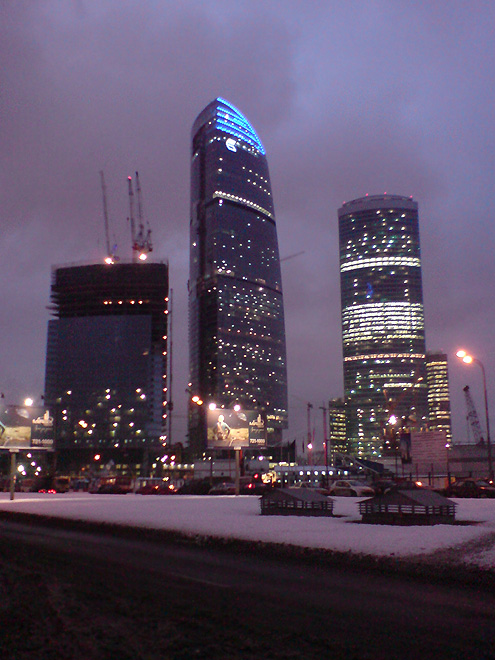
23.01.2008
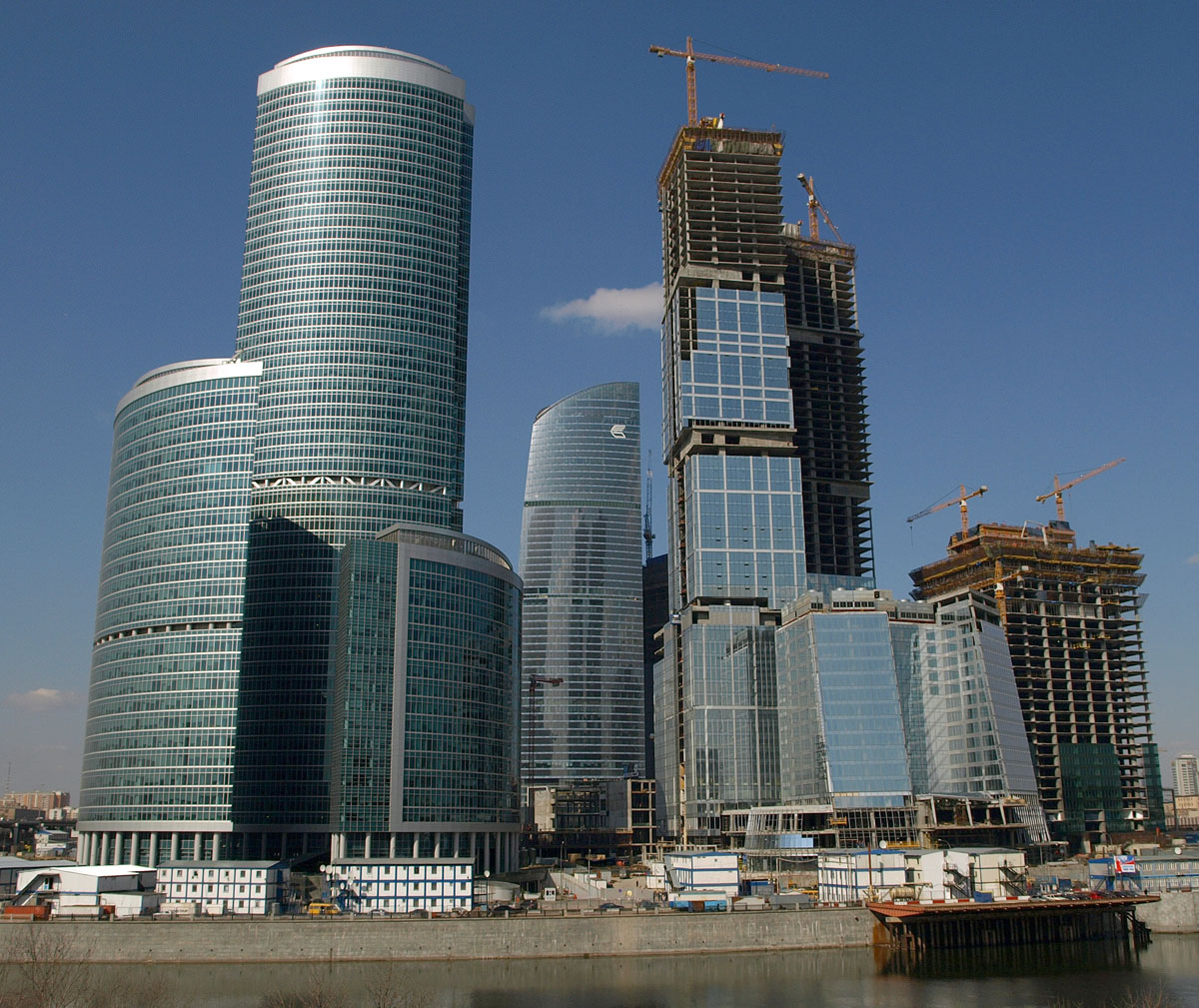
30.03.2008
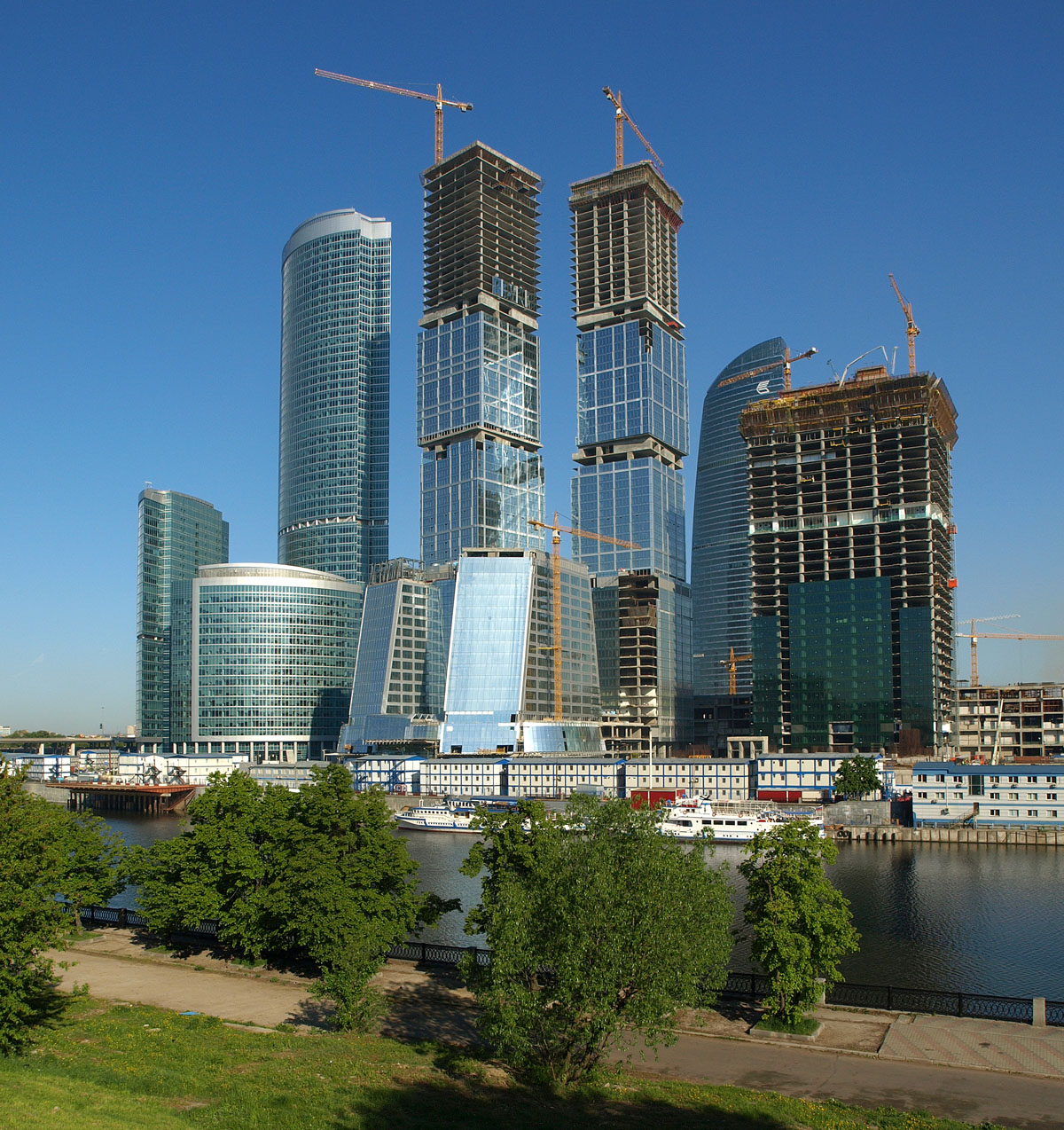
16.05.2008
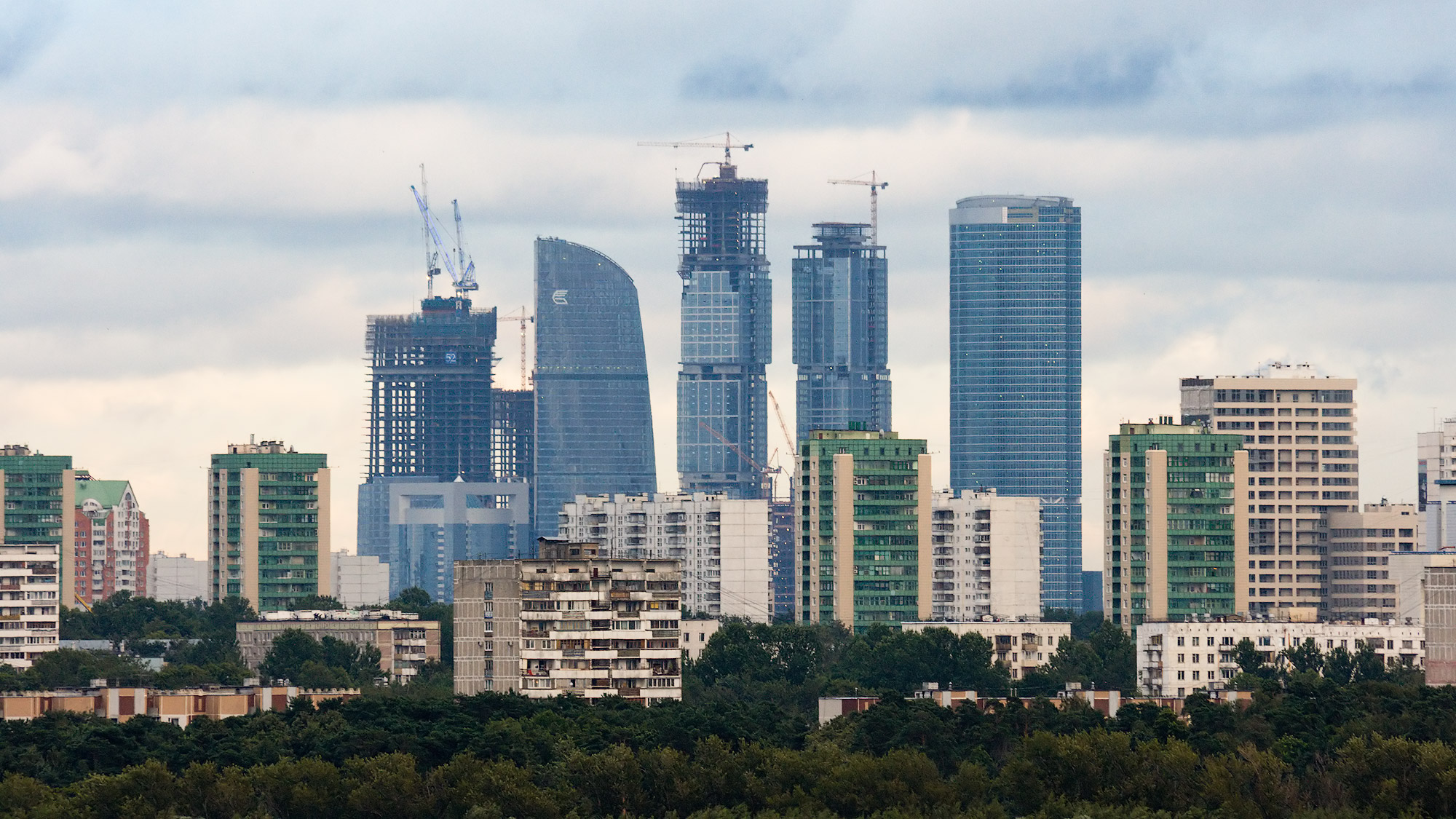
07.2008
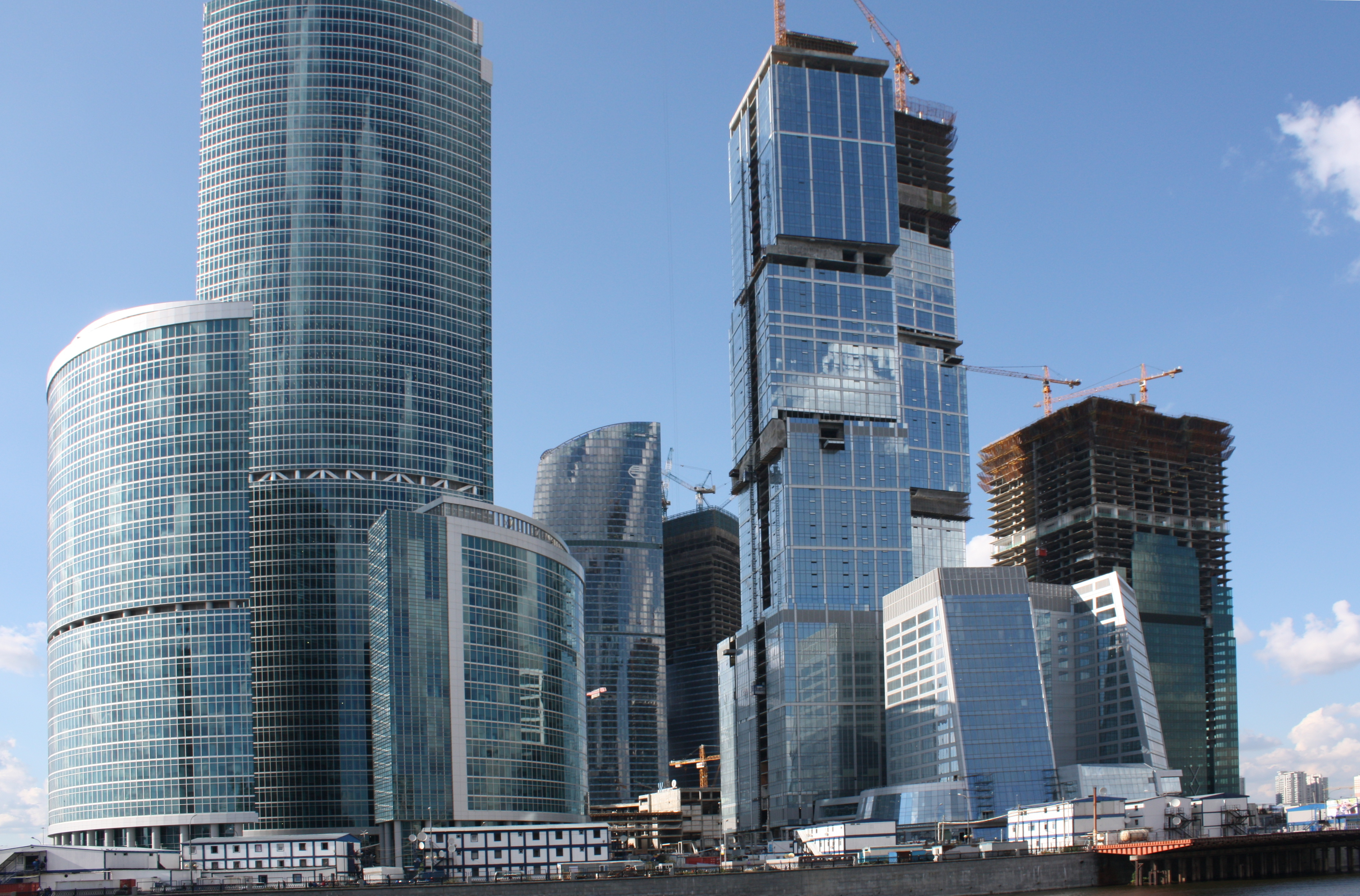
21.07.2008
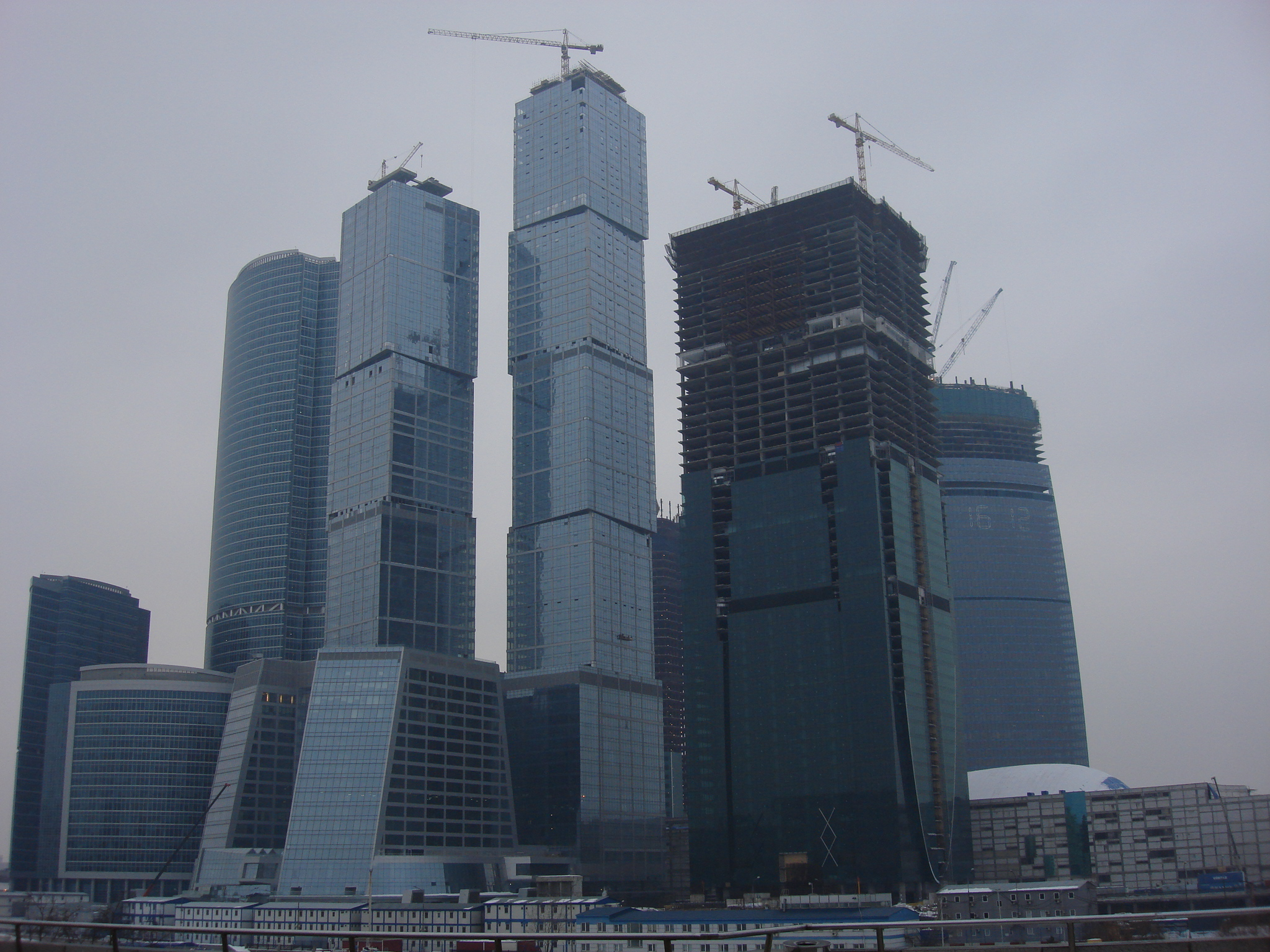
28.02.2009
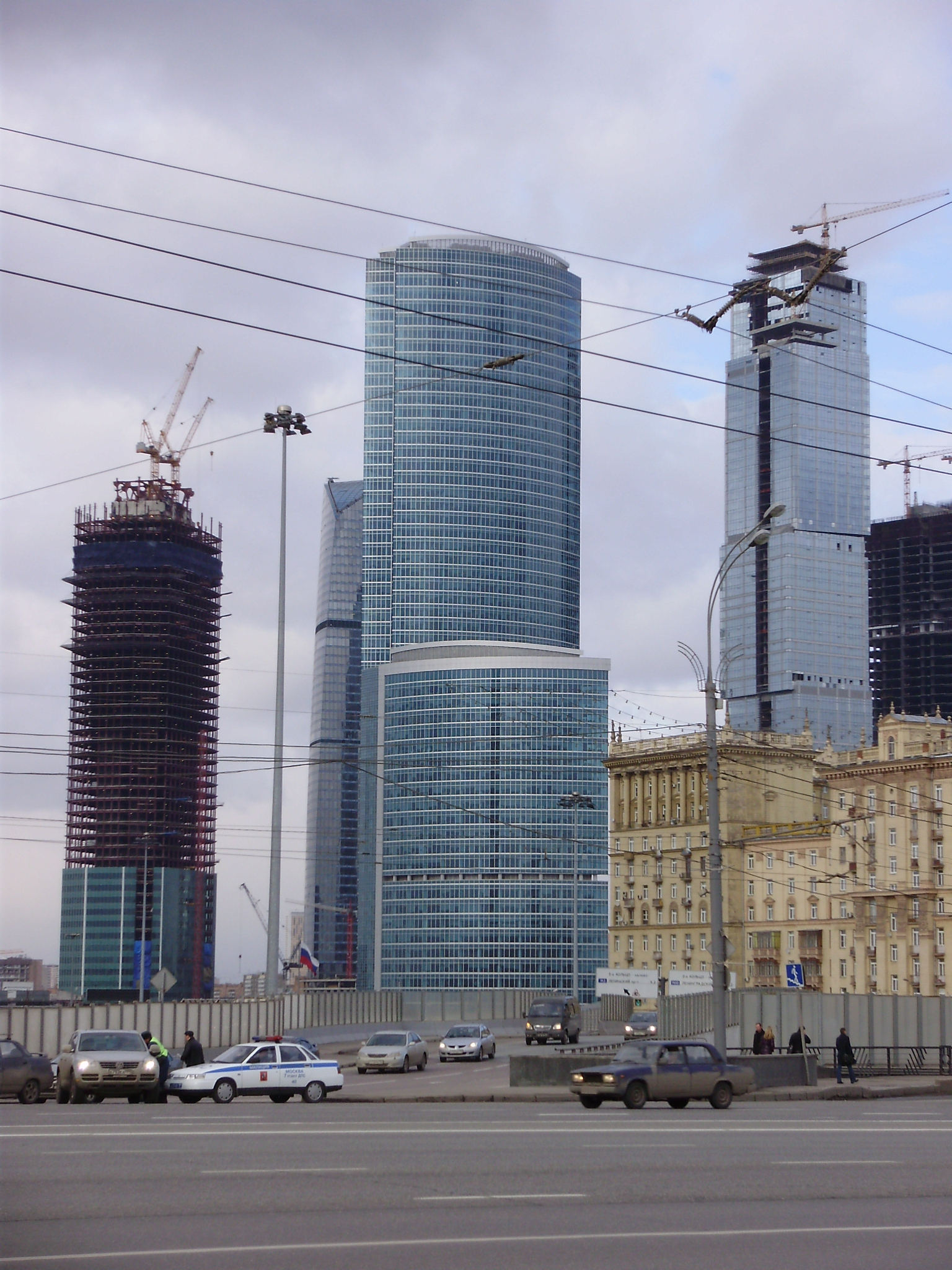
02.04.2009
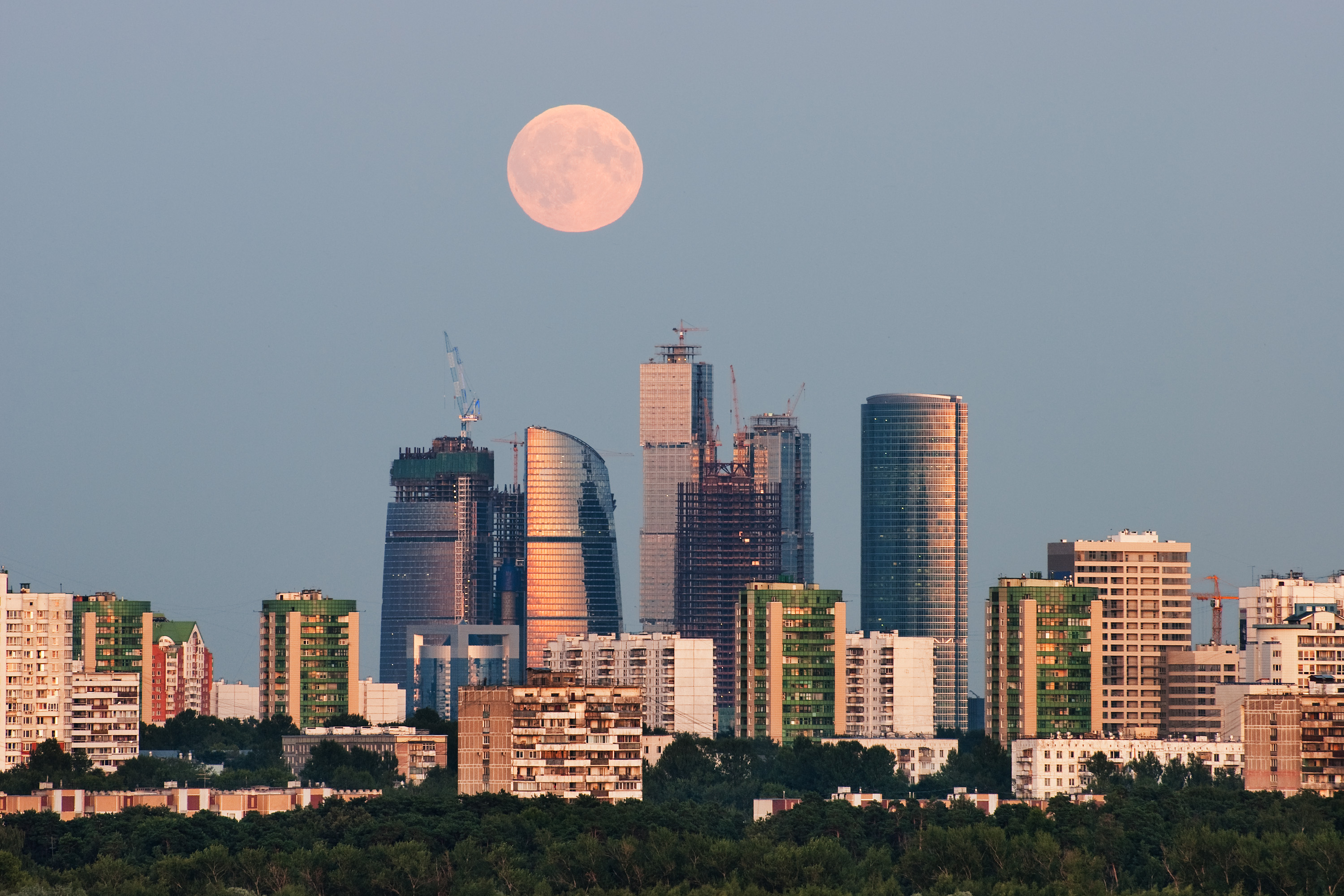
05.08.2009
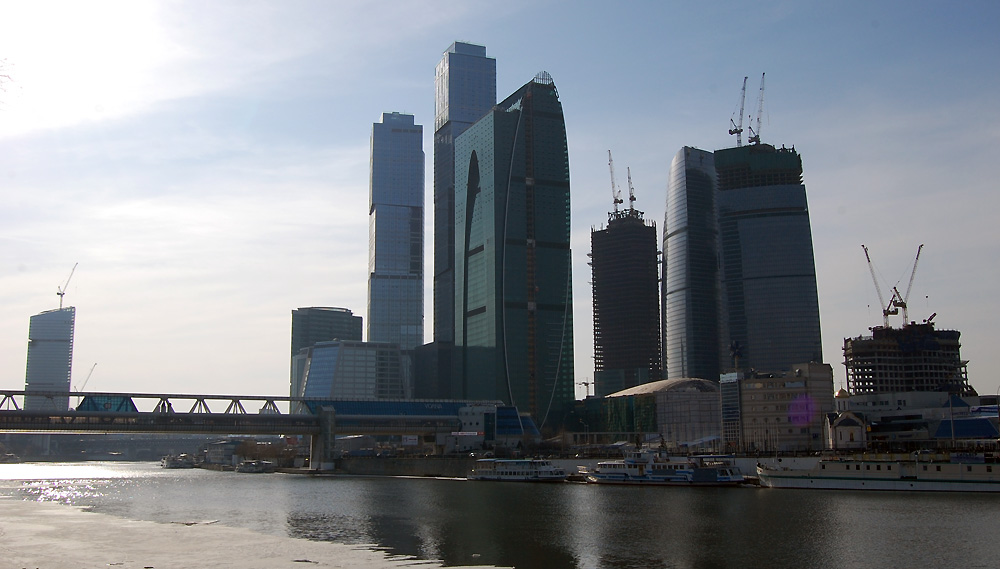
28.03.2010
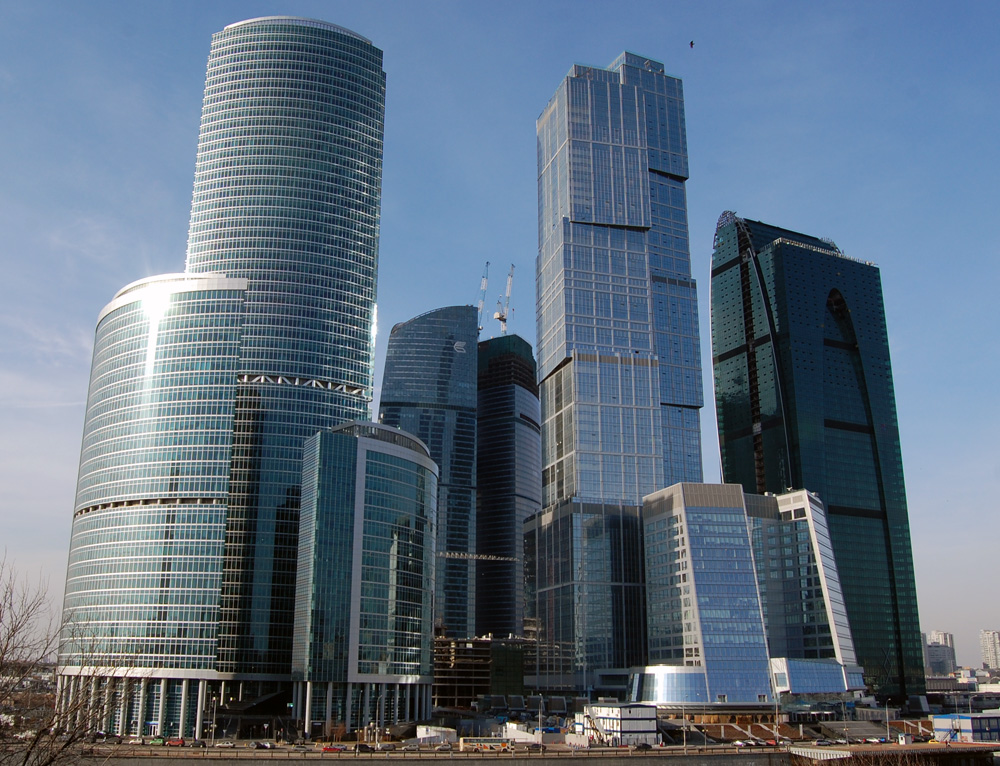
28.03.2010
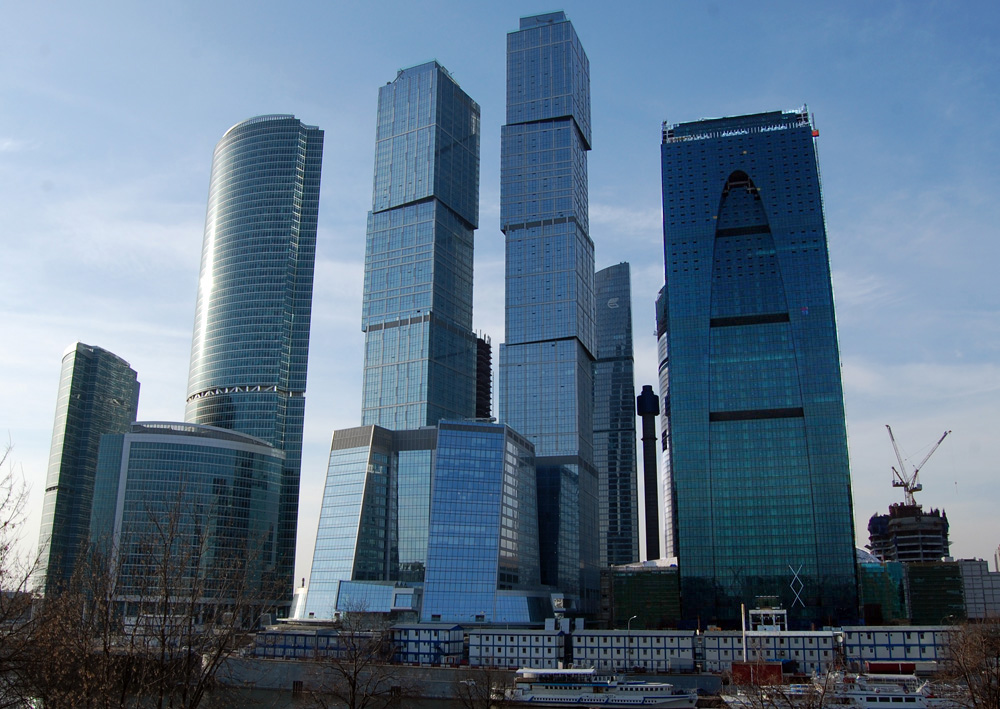
28.03.2010
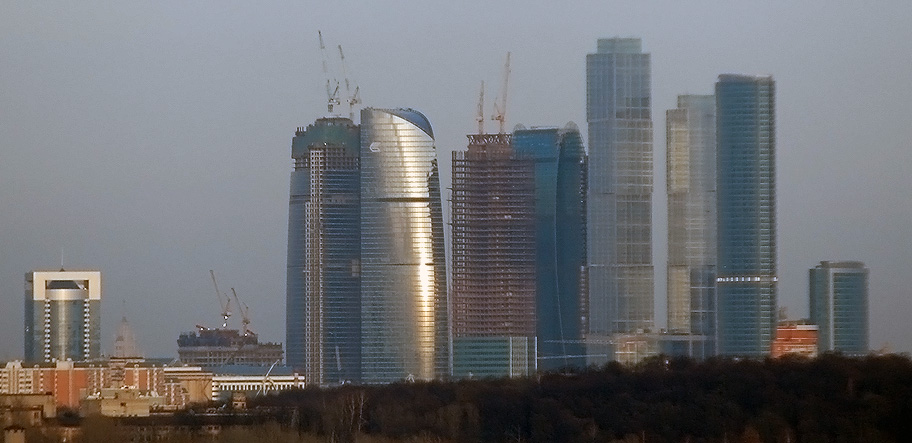
02.04.2010
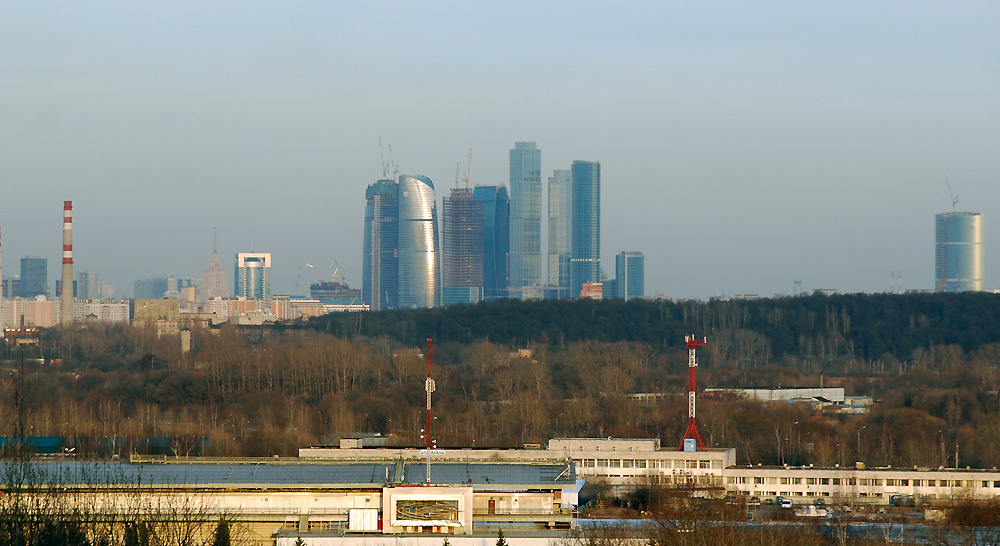
02.04.2010
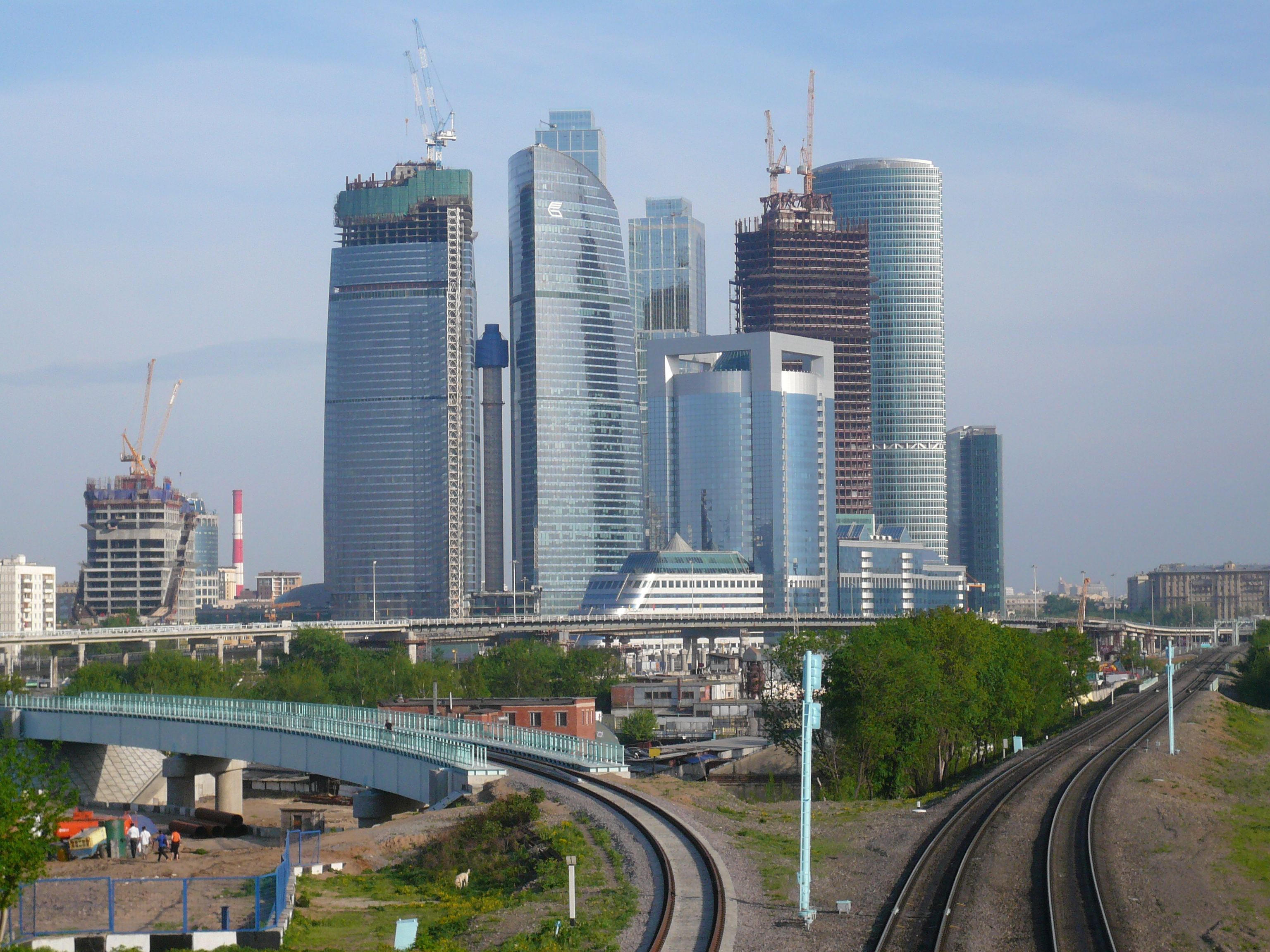
09.05.2010
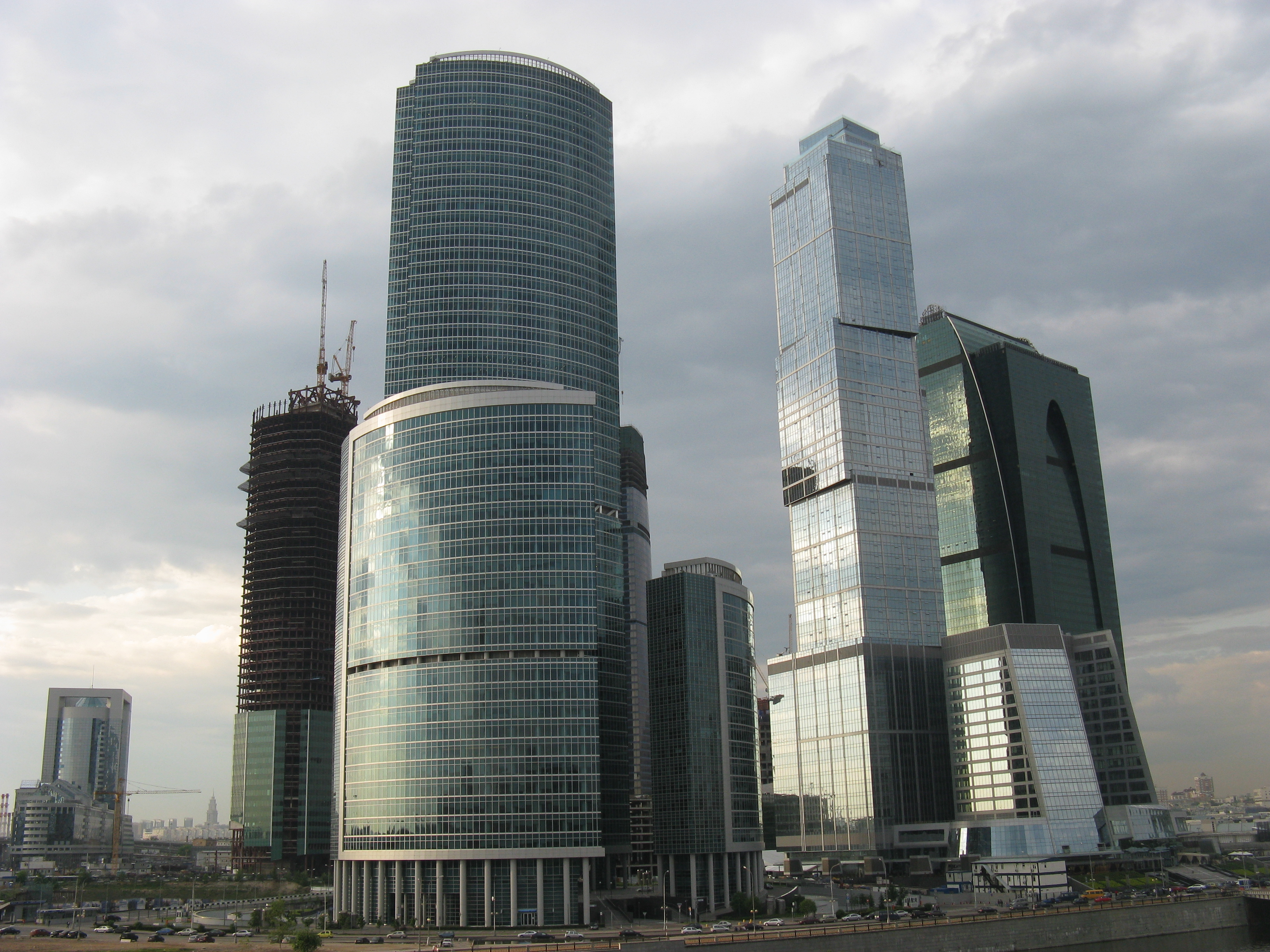
22.05.2010